# Micronycteris giovanniae
Micronycteris giovanniae és una espècie de ratpenat de la família dels fil·lostòmids. Viu a l'Equador. Només se'n coneix un exemplar, un mascle adult que fou capturat el 6 d'agost del 2001 a Finca Sant José (Província d'Esmeraldas); 01˚3'21NB, 78˚37'20,7WL). Basant-se en dades genètiques, M. giovanniae és el parent més proper de M. matses (Fgb-I7, un gen nuclear) o un clade de M. matses, M. megalotis i M. microtis (citocrom b, un gen mitocondrial).
Fou anomenat en honor de la poetessa, activista i catedràtica estatunidenca Yolande Cornelia Giovanni.